# Daillecourt
Daillecourt is een gemeente in het Franse departement Haute-Marne (regio Grand Est) en telt 80 inwoners (2009). De plaats maakt deel uit van het arrondissement Chaumont.

## Geografie
De oppervlakte van Daillecourt bedraagt 7,1 km², de bevolkingsdichtheid is dus 11,3 inwoners per km².
De onderstaande kaart toont de ligging van Daillecourt met de belangrijkste infrastructuur en aangrenzende gemeenten.

## Demografie
Onderstaande figuur toont het verloop van het inwonertal (bron: INSEE-tellingen).